# Lijst van albums van Lucky Luke
Dit is een lijst van albums van Lucky Luke.

## In de reeksLucky Luke
De gevolgde nummering is deze van de heruitgave die in 2020 afgerond werd. Daarnaast staat het nummer dat het album bij de eerste uitgave heeft gekregen.

## Diversen
Oorspronkelijk behoorde De rijstoorlog (1972), door Morris en Goscinny, ook niet tot de reeks. Dit album is niet in deze lijst opgenomen omdat het in de Nederlandse uitgaven wel in de volgnummering werd opgenomen. 